# Sigismund (zagrebački biskup)
Sigismund, treći zagrebački biskup.

## Životopis
Gorički arhiđakon Ivan ne spominje Sigismunda na popisu zagrebačkih biskupa. S druge strane njegovo postojanje pravdaju Baltazar Adam Krčelić te Ivan Krstitelj Tkalčić. Krčelić citira "stari rukopis" riječima: 
Njegovo ime, naslov i pečat spominju se među popisima svjedoka na Kolomanovoj ispravi iz 1102. kada je potvrdio prava samostanu sv. Marije u Zadru. U toj ispravi ime mu glasi Sigindinus. Zbog neslaganja povjesničara oko njegovog postojanja neki ga smatraju drugim, a neki trećim zagrebačkim biskupom.

## Vanjske poveznice
Mrežna mjesta
- Sigismund (oko 1102.), životopis na stranicama Zagrebačke nadbiskupije

| Titule u Katoličkoj Crkvi | Titule u Katoličkoj Crkvi | Titule u Katoličkoj Crkvi |
| ------------------------- | ------------------------- | ------------------------- |
| prethodnik Bartolomej     | zagrebački biskup 1102.   | nasljednik Manases        |